# Portique hydrocampe

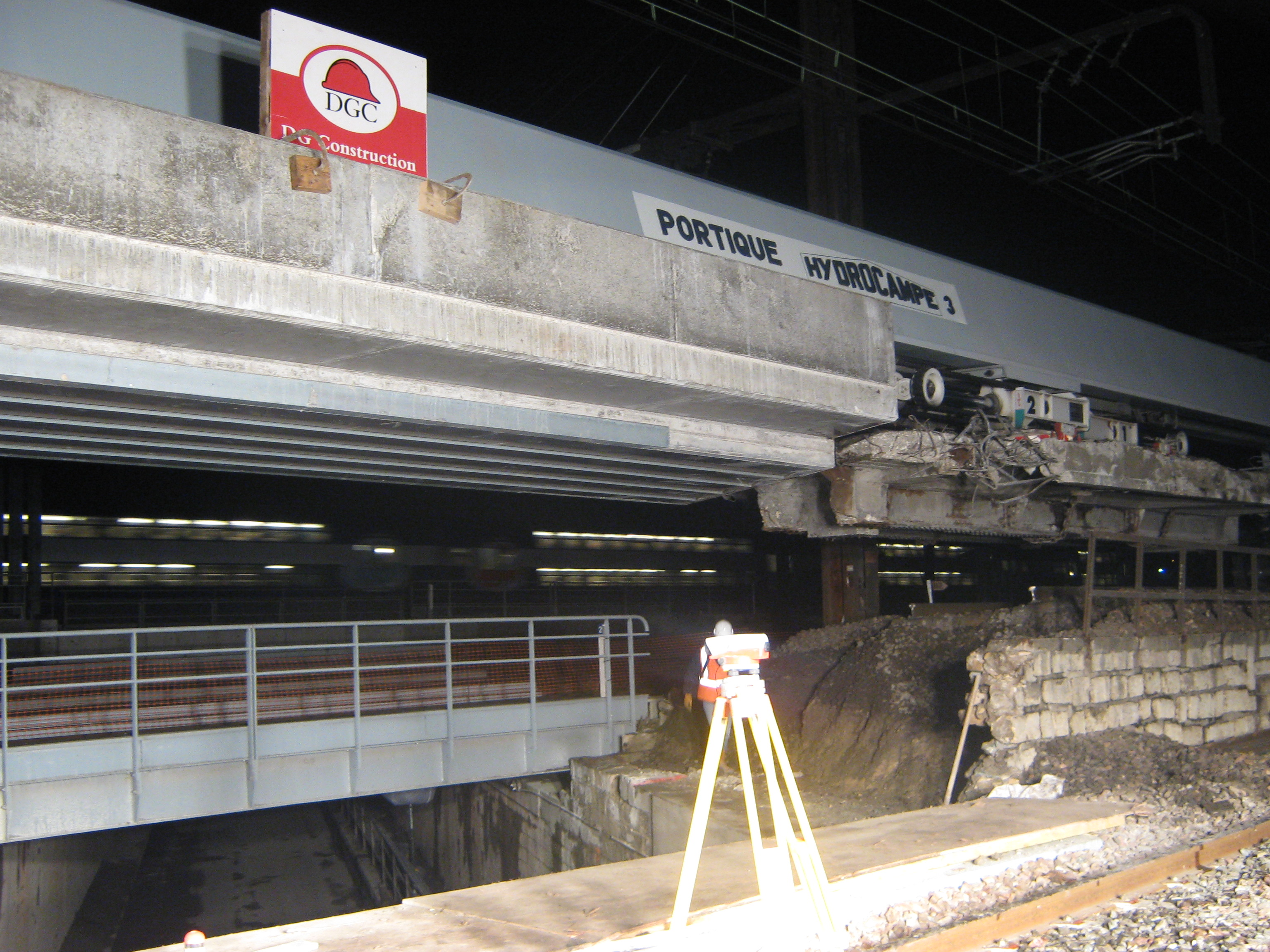
Portique Hydrocampe H3

Un portique hydrocampe est un appareil ferroviaire servant au transport par le rail d'ouvrages de franchissements préfabriqués (ponts).

## Conception
Le portique hydrocampe est constitué d'une poutre longitudinale et horizontale, supportant quatre vérins mobiles de levage, fixée sur deux châssis pivotants avec chacun deux bogies à plusieurs essieux.

## Caractéristiques
La SNCF possède et utilise trois portiques hydrocampes, de deux types différents : le H1 et le H2, plus courts et plus anciens, et le H3, plus long et plus récent.
| Caractéristiques                                           | Portiques H1 et H2                                       | Portique H3 |
| ---------------------------------------------------------- | -------------------------------------------------------- | --- |
| Nombre construit                                           | 2 (1970 pour H1 et 1974 pour H2)                         | 1 (1985) |
| Longueur hors tout totale                                  | 35,40 mètres                                             | 42,40 mètres |
| Hauteur                                                    | 3,97 mètres                                              | 3,79 mètres |
| Longueur entre axes de pivotement des deux châssis         | 27 mètres                                                | 34 mètres |
| Longueur libre                                             | 20,50 mètres                                             | 27,50 mètres |
| Rayon minimal en courbe                                    | 150 mètres                                               | 150 mètres |
| Longueur hors tout du châssis pivotant (au nombre de deux) | 7,45 mètres                                              | 7,45 mètres |
| Empattement entre bogies du châssis pivotant               | 3,35 mètres                                              | 3,40 mètres |
| Nombre de bogie                                            | 4                                                        | 4 |
| Empattement du bogie                                       | 1,84 mètre                                               | 1,80 mètre |
| Bogies                                                     | De tender 30 R                                           | Y 27 E1 |
| Cabines                                                    | 1 avec centrale hydraulique sur un seul châssis pivotant | 1 avec 2 groupes diesels à refroidissement par air (un de secours) (puissance 42 Kw) et 1 avec équipements sur chaque châssis pivotant          |
| Hauteur de la poutre seule au centre                       | 1,02 mètre                                               | 1,22 mètre |
| Chariots de levage                                         | 4                                                        | 2 mono et 2 duo |
| Course de levage                                           | 2,40 mètres                                              | 2,60 mètres |
| Capacité de charge                                         | 80 tonnes                                                | 100 tonnes en circulation et 170 tonnes à l'arret                                                                                               |
| Translation latérale des charges                           | plus ou moins 0,40 mètre                                 | plus ou moins 0,25 mètre en circulation (jusqu'à 100 tonnes) et plus ou moins 0,65 mètre à l'arrêt avec les stabilisateurs (jusqu'à 170 tonnes) |
| Motorisation                                               | /                                                        | attelé à un wagon couvert type G à bogies équipé d'un bogie moteur                                                                              |
| Vitesse de travail                                         | 10 km/h                                                  | 10 km/h |
| Vitesse d'acheminement                                     | 80 km/h                                                  | 100 km/h |

## Applications
Lorsqu'une voie ou un groupe de voies ferrées ne peuvent être condamnés pendant la durée de fabrication d'un ouvrage d'art, il est nécessaire de pré-fabriquer l'ouvrage (ponts jusqu'à une trentaine de mètres de long en général) sur un site à proximité de son emplacement ou non.
L'ouvrage peut ensuite être transporté sur site par plusieurs moyens :
- route ;
- fluvial ;
- rail.

Il doit ensuite être mis en place :
- soit en ouvrage neuf (voie neuve) ;
- soit en remplacement (substitution à un ancien ouvrage).

Plusieurs solutions s'offrent alors : rippage, grutage, ou substitution depuis la voie.

## Démarche

### Diagnostic de l'existant
Dans cet exemple, le dernier pont d'une série de 10 doit être changé sur des voies exploitées, Il est très compliqué de couper la voie concernée et des voies adjacentes plusieurs semaines, temps nécessaire à la réalisation de l'ouvrage

### Préfabrication de l'ouvrage
Dans cet exemple, le tablier à remplacer sera préfabriqué selon le principe des poutrelles enrobées, ouvrage de conception simple, adapté pour de faibles portées

### Transport et substitution
Exemple avec le H3 SNCF
- Construction ou acheminement du tablier neuf en zone dégagée (par exemple une cour de débord de gare)
- Acheminement du portique sur voie de proximité
- Chargement du portique avec le tablier neuf ou de substitution en zone dégagée par ripage
- Déplacement et arrivée sur site en charge avec le tablier préfabriqué

À ce niveau trois cas sont possibles : 
- Premier cas : si la masse totale des deux tabliers et la longueur cumulée des deux tabliers n'excèdent pas les capacités du portique, on procède comme suit :
  - Mise en position au-dessus du tablier à enlever[5]
  - Retrait des rails et traverses[5]
  - Retrait du tablier ancien ou de substitution par le portique (les tabliers sont juxtaposés)[5]
  - Travaux d'adaptation pour le nouveau tablier[5]
  - Mise en position au-dessus du tablier à substituer[5]
  - Pose du tablier neuf ou de substitution[5]
  - Pose des traverses et des rails[5]
  - Départ du portique avec l'ancien tablier [5]
  - Arrivée en zone dégagée pour déchargement et évacuation ou découpage du tablier ancien (par exemple une cour de débord de gare)
  - Fin du travail du portique
- Deuxième cas : si la masse totale des deux tabliers et la longueur du tablier neuf ou de l'ancien n'excèdent pas les capacités du portique, on procède comme suit :
  - Mise en position au-dessus du tablier à enlever[5]
  - Retrait des rails et traverses[5]
  - Retrait de l'ancien tablier (chargement de l'ancien tablier sous le tablier neuf ou de substitution sous le portique, les deux tabliers sont superposés)[5]
  - Ripage de l'ancien tablier sur voie adjacente ou zone dégagée par grue routières ou ferroviaires pour reprise ultérieure par le portique[5]
  - Travaux d'adaptation pour le nouveau tablier[5]
  - Mise en position du tablier neuf au-dessus de son emplacement par le portique[5]
  - Pose du tablier neuf ou de substitution[5]
  - Ripage de l'ancien tablier sous le portique par grue routières ou ferroviaires[5]
  - Chargement du portique avec l'ancien tablier[5]
  - Pose des traverses et des rails[5]
  - Départ du portique avec l'ancien tablier[5]
  - Arrivée en zone dégagée pour déchargement et évacuation ou découpage du tablier ancien (par exemple une cour de débord de gare)
  - Fin du travail du portique
- Troisième cas : si la masse totale des deux tabliers et la longueur cumulée des deux tabliers excèdent les capacités du portique, on procède comme suit :
  - Déplacement et arrivée au-dessus de l'ancien tablier, en charge avec le tablier préfabriqué[5]
  - Retrait des rails et traverses[5]
  - Retrait par grue routières ou ferroviaires de l'ancien tablier avec ripage de celui-ci[5]
  - Dépose de celui-ci pour évacuation ou sur voie adjacente pour reprise ultérieure par le portique[5]
  - Travaux d'adaptation pour le nouveau tablier[5]
  - Mise en position du tablier neuf au-dessus de son emplacement par déplacement du portique[5]
  - Pose du tablier neuf ou de substitution[5]
  - Chargement du portique avec le tablier ancien situé sur voie adjacente par ripage et grues
  - Pose des traverses et des rails[5]
  - Départ du portique avec l'ancien tablier[5]
  - Arrivée en zone dégagée pour déchargement et évacuation ou découpage du tablier ancien (par exemple une cour de débord de gare)
  - Fin du travail du portique.